# نظریه رفتاری شرکت
نظریهٔ رفتاری شرکت، نخستین بار در کتاب یک نظریهٔ رفتاری از شرکت، اثری از ریچارد ام ریرت و جیمز جی مارچ در ۱۹۶۳ ارائه گردید. کار پیرامون نظریهٔ رفتاری زمانی آغاز شد که در ۱۹۵۲، مارچ، دانشمند علوم سیاسی، به دانشگاه کارنگی ملون، پیوست؛ جایی که تحت ریاست سیرت قرار داشت.
پیش از اینکه این الگو معرفی شود، نظریهٔ موجود از شرکت دارای دو فرضیهٔ اصلی بود: حداکثرسازی سود و آگاهی کامل. سیرت و مارچ این دو فرضیه حیاتی را مورد نقد قرار دادند.